# 李錦記
李錦記（りきんき, Lee Kum Kee）は、1888年創業で現在香港に本社を置く食品製造企業、または、同社が用いる中国料理調味料のブランドを言う。中国（当時は清朝）広東省香山県南水郷（現中山市）で李錦裳が発明したオイスターソース（カキ油）の製造販売に始まる。
徹底して同族企業を志向しており、2002年には創業者一族により家族協議会を作りファミリーオフィスや家族憲章などを定め企業の基礎固めを行ったことで知られる。家族憲章では、李錦記では直系血族しか株式を保有できないこと、また姻族は採用できないこと、さらに後継世代はいったんグループ企業外で働くことが求められている。
日本では一般用として2007年までライオンが販売元であったが、ライオンが食品事業を撤退したあと、販売元はユウキ食品を経てエスビー食品に移行している。業務用としては大榮貿易公司が取り扱っている。

## 沿革
- 1888年：広東省岡州（現江門市新会区）出身で香山県南水郷で料理店を営んでいた李錦裳がオイスターソースを発明、同地で製造販売を開始する。
- 1902年：マカオへ移転し、販路を広東省一円と香港に拡大。
- 1920年：李錦裳引退、北米での販路を拡大。
- 1932年：香港支社開設。
- 1988年：創業100周年、本社を香港大埔工業団地に移転。
- 1992年：XO醤販売開始

## 主な製造販売調味料
- オイスターソース
- XO醤
- 豆板醤
- 甜麺醤
- ラー油（辣油）
- チリソース
- 鶏がらスープ（の素）